# Evgueni Sergueïevitch Botkine
Pour les articles homonymes, voir Botkine.
Evgueni Sergueïevitch Botkine (en russe : Евгений Сергеевич Боткин), né le 27 mars 1865 à Tsarskoïe Selo et mort fusillé le 17 juillet 1918 à Iekaterinbourg, fut le médecin de la famille impériale de Russie.

## Biographie

### Famille
Quatrième enfant du médecin et scientifique Sergueï Petrovitch Botkine (médecin des tsars Alexandre II et Alexandre III de Russie) et de sa première épouse Anastasia Krilova. Son frère Sergueï Sergueïevitch Botkin fut également médecin.

### Mariage et descendance
En 1891, Evgueni Sergueïevitch Botkine épousa Olga Vladimirovna Manuilova.
Cinq enfants sont nés de cette union :
- Serioja Evguenievitch Botkine : décédé à l'âge de six mois ;
- Dmitri Evguenievitch Botkine (1894-1914) : cornette dans un régiment de Cosaques de la Garde, au cours de la Première Guerre mondiale, il trouva la mort en couvrant la retraite d'une patrouille de Cosaques le 3 décembre 1914. À titre posthume, il fut décoré de l'Ordre de Saint-Georges (4e classe) ;
- Iouri Evguenievitch Botkine : fusillé par les nazis au cours de la Seconde Guerre mondiale ;
- Tatiana Evguenievna Botkina (1898-1986) : elle épousa, pendant sa fuite en 1919, Constantin Semionovitch Melnik, dont elle divorça, d'où :
  - Tatiana (1919);
  - Iéléna (1921);
  - Constantin Melnik (1927-2014).
- Gleb Evguenievitch Botkine (1900-1969) : il épousa Nadine Konchine, fondateur de l'Église d'Aphrodite ;

A l'instar de son père, Evgueni Botkine fut nommé médecin de la famille impériale en 1908. Ses nouvelles fonctions retenaient le médecin au palais. Son épouse entama une relation adultère avec le précepteur Allemand de ses enfants Friedrich Lichinger. Le couple divorça en 1911. Les enfants choisirent de rester avec leur père. Le tsar conserva sa confiance et sa charge à son médecin.

### Jeunesse
Après avoir étudié à domicile, en 1878, il fut inscrit au collège de Saint-Pétersbourg. En 1882, après l'obtention de son diplôme d'études secondaires, il entra à l'Université de physique et de mathématiques de Saint-Pétersbourg. Après une année d'études dans cet établissement, suivant l'exemple de son père, il entra à l'Académie militaire de médecine en 1883.
En 1889, Evgueni Sergueïevitch Botkine obtint son doctorat de médecine avec mention.

### Carrière médicale
En janvier 1890, Evgueni Sergueïevitch Botkine fut admis à exercer la médecine à l'hôpital Mariinsky, dans cet établissement pour indigents, il occupa le poste de médecin-assistant. En décembre 1890, avec ses propres deniers, à des fins scientifiques il voyagea à l'étranger. Il travailla avec des érudits européens.
De retour en Russie, en mai 1892, Evgueni Sergueïevitch Botkine travailla comme médecin de la chapelle de la Cour, en janvier 1894, il retourna exercer la médecine à l'hôpital Mariinsky. Parallèlement à l'exercice de la médecine en milieu hospitalier, il fit des recherches scientifiques sur l'immunologie, sur le processus de la leucocytose, il étudia également les différents éléments protecteurs contenus dans le sang.
En 1895, Evgueni Sergueïevitch Botkine étudia dans les Universités d'Heidelberg et de Berlin, il prit part à plusieurs conférences et exerça la médecine avec d'éminents médecins allemands comme : les professeurs G. Munch, B. Frenkel, P. Ernst et d'autres. En mai 1897, il fut élu professeur adjoint de l'Académie médicale militaire.
En 1904, en qualité de bénévole, Evgueni Sergueïevitch Botkine prit part à la Guerre russo-japonaise de (1904-1905), il exerça le commandement dans le service médical de la Croix-Rouge de l'Armée de Mandchourie, son dévouement à bord du train-hôpital Saint-Georges lui valut l'Ordre de Saint-Vladimir (3e classe - avec épées), l'Ordre de Sainte-Anne (2e classe), l'Ordre de Saint-Stanislas (3e classe), l'Ordre royal de Saint-Sava.
Le conflit qui opposa la Russie au Japon prit fin en 1905, cette même année, Evgueni Sergueïevitch Botkine de retour à Saint-Pétersbourg commença à enseigner à l'Académie. En 1907, il fut nommé médecin-chef de l'hôpital Saint-Georges à Saint-Pétersbourg. Le docteur Hirsch, alors médecin de l'impératrice décéda. En 1908, sur la demande de l'impératrice Aleksandra Fiodorovna il devint le médecin de la Cour, le 13 avril de la même année, le médecin personnel du tsar Nicolas II de Russie. À cette date, comme son père, il lia son destin à celui de la famille impériale, il la suivra jusque dans la mort.

## Médecin du dernier tsar russe
L'excellent état de santé du tsar Nicolas II, qui était un homme de sa génération, ne procurait aucun souci au docteur Botkine.
Quant aux jeunes grandes-duchesses, elles n'étaient sujettes qu'à des maladies infantiles. En revanche, l'impératrice et le tsarévitch Alexis étaient de santé fragile.
À l'âge de six ans, l'impératrice avait contracté la diphtérie, dont sa plus jeune sœur et sa mère la princesse Alice du Royaume-Uni étaient mortes. Outre qu'elle avait causé chez la petite princesse un profond sentiment de culpabilité, cette maladie avait laissé des séquelles, ainsi vers la quarantaine, des rhumatismes firent-ils souffrir la tsarine qui était sujette à des douleurs et à des gonflements aux jambes, l'obligeant à se déplacer en fauteuil roulant. La tsarine éprouvait également des palpitations intenses et de l'arythmie. Sa constitution fragile supporta difficilement cinq grossesses en dix ans.
Psychologiquement, la jeune princesse de Hesse devint fragile, déjà culpabilisée par la mort de sa mère et de sa sœur, son « incapacité » à mettre au monde un fils puis la maladie du tsarévitch ne firent qu'accentuer cette fragilité. La tsarine se réfugiait dans un mysticisme proche de la superstition et se protégeait en durcissant des convictions politiques de plus en plus autoritaires.

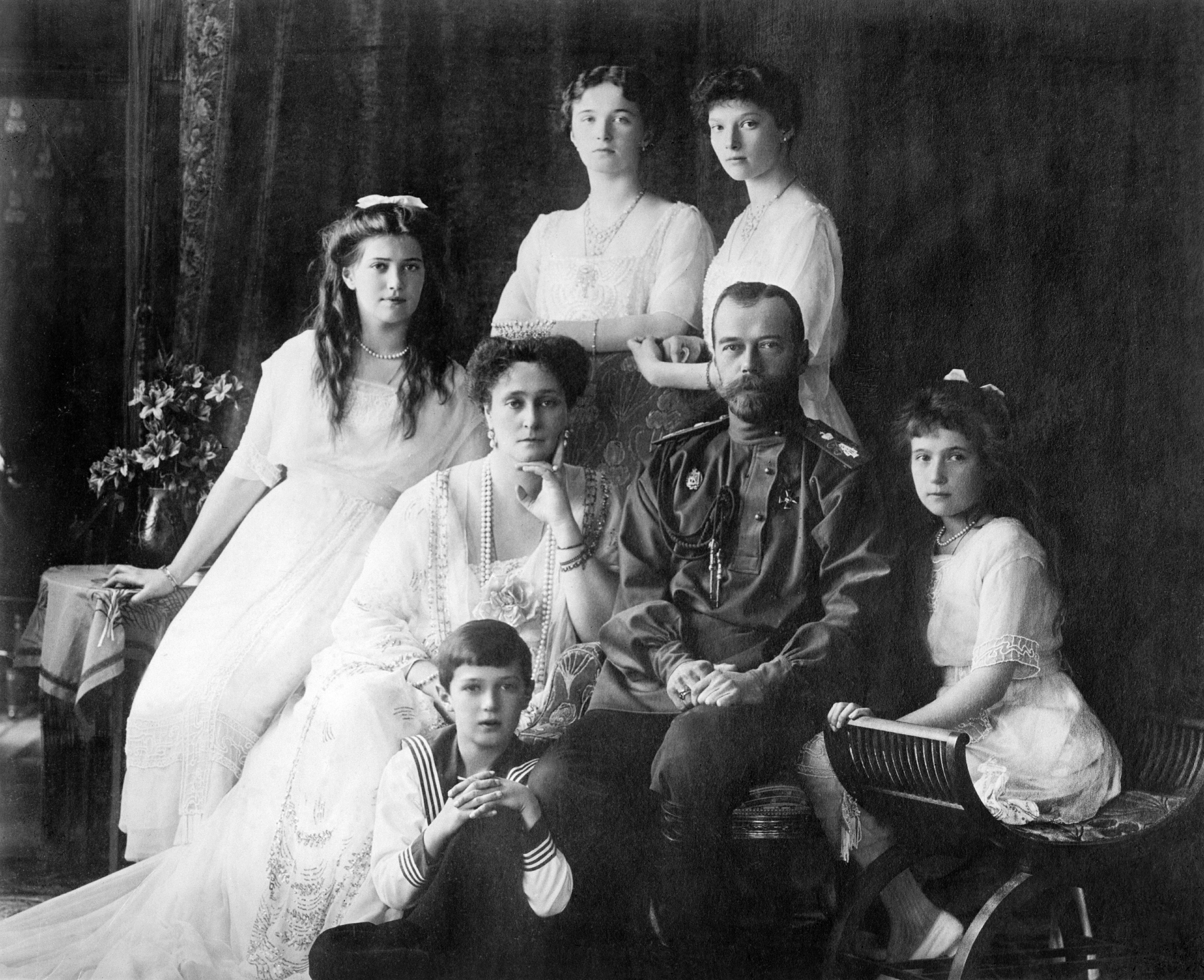
La famille impériale (1913/1914).

Cependant, le principal sujet d'inquiétude du docteur Botkine était la santé du tsarévitch né en 1904. Le jeune Alexis naquit hémophile, une maladie héréditaire transmise par les femmes, et pouvait en mourir. L'espérance de vie de l'héritier du trône ne dépassait pas vingt ans. La vie du jeune tsarévitch fut mise en danger à plusieurs reprises et le docteur passa des journées et des nuits entières auprès du jeune malade. Il lui administrait des soins, mais il lui offrait également son affection et sa tendresse. Touché par les attentions délicates du docteur, le petit tsarévitch lui écrivit cette phrase tendre : « Je t'aime de mon cœur » .
Malheureusement, les connaissances de la médecine de l'époque au sujet de l'hémophilie étaient très limitées ; la récente découverte de l'aspirine donnait à ce nouveau médicament anti-douleur une réputation de remède miracle et les médecins en prescrivaient à leurs patients ; on ne savait pas alors que l'aspirine était un puissant anti-coagulant. Dans le cas de l'hémophilie, les résultats étaient évidemment désastreux.
Les relations entre le docteur Botkine et les membres de la famille impériale ne furent pas toujours évidentes, car il refusait de se lier d'amitié avec Raspoutine. À l'automne 1912, au cours d'un séjour au pavillon de chasse de Spala en Pologne, le jeune tsarévitch se blessa. Le mal empira rapidement, menaçant la vie du jeune Alexis. Le docteur Botkine, le professeur S.P. Fedorov et le chirurgien de la famille impériale V.N. Deverenko restèrent impuissants devant la progression de la maladie et le tsarévitch fut bientôt à l'agonie. Raspoutine exilé à Tobolsk guérit l'enfant, malgré la méfiance des médecins.
Les relations du docteur avec le tsar et les membres de sa famille en firent une personnalité très influente à la Cour impériale.
Evgueni Botkine gardait ses distances vis-à-vis de la politique, tout en étant fervent patriote. Comme beaucoup de Russes, il sentit l'orage venir. La vive hostilité portée au tsar et aux membres de la famille Romanov entretenue par des révolutionnaires de différentes couches sociales affaiblissait la Russie, ce qui, pensait-il, était bénéfique aux adversaires de l'Empire russe.
Le docteur Botkine fut témoin de l'assassinat de Stolypine, le 1er septembre 1911, à une représentation à l'opéra de Kiev, en présence de la famille impériale, ce qui le marqua profondément.
Cependant, le dévouement d'Evgueni Botkine pour la famille impériale, ses longues heures passées à la Cour impériale, ses nuits avec ses élèves de l'Académie de médecine étaient tels que cela provoqua la séparation du docteur et de son épouse Olga. Celle-ci commença une liaison avec le précepteur allemand des enfants et son époux demanda et obtint le divorce. Il eut en outre la garde de ses trois plus jeunes enfants. Pendant les cérémonies du tricentenaire du règne des Romanov, en 1913, la grande-duchesse Tatiana but un verre d'orangeade préparée avec une eau contaminée par des germes infectieux. Elle contracta la typhoïde et le docteur Evgueni Botkine resta au chevet de la jeune fille et fut atteint par la fièvre typhoïde à son tour. Il resta alité, gravement malade, pendant plusieurs semaines.

### Première Guerre mondiale
Dès le début de la Première Guerre mondiale, les membres de la famille du docteur furent sollicités. Sur la demande de l'impératrice, le docteur Evgueni Sergueïevitch Botkine créa deux hôpitaux, l'un à Livadia et le second à Yalta. Sa fille unique, Tatiana Evguenievna Botkina se porta volontaire comme infirmière et ses deux fils aînés, Iouri Sergueïevitch et Dmitri Sergueïevitch rejoignirent le front où ils furent engagés dans les combats.
Le 3 décembre 1914, Evgueni Sergueïevitch Botkine vécut une terrible tragédie, son fils Dmitri Evguenievitch fut tué au combat. Il trouva la mort en couvrant la retraite d'une patrouille de Cosaques. À titre posthume, il fut décoré de l'Ordre de Saint-Georges (4e classe). Son second fils, Iouri Evguenievitch fut gravement blessé, la chirurgie de l'époque fut impuissante devant tant de ravage. Au cours de la Seconde Guerre mondiale, il fut incarcéré puis fusillé par les nazis.
Après 1914, selon son fils, Gleb Evguenievitch Botkine, avec le temps, Evgueni Sergueïevitch Botkine devint très religieux, il « développa une aversion croissante pour la chair ». Il soigna les corps de nombreux blessés, mais également leurs âmes. Au cours de son exil avec la famille impériale de Russie, sa grande piété lui donnera la force de supporter les humiliations, la souffrance et l'acceptation de la mort.

### Révolution russe
Après la Révolution de février 1917, Aleksandra Fiodorovna et ses enfants furent placés en résidence surveillée au Palais Ekaterinsky à Tsarskoïe Selo. Hormis, la grande-duchesse Maria Nikolaïevna de Russie, tous les enfants du couple impérial contractèrent la rougeole. Mais quelque temps, plus tard, Machka contracta une pneumonie. Pour le docteur Evgueni Sergueïevitch Botkine, ce fut un devoir de soigner la jeune fille malade. Sur les conseils de leur père, Tatiana Evguenievna et son frère Gleb Evguenievitch logèrent chez Madame Teviashova, l'aïeule de Mikhaïl et Nikolaï Ouchakov, amis des enfants du docteur. Profitant de sa présence à Saint-Pétersbourg, Gleb Evguenievitch Botkine put rendre visite à son père et lui adresser quotidiennement des lettres.
Après l'abdication de Nicolas II de Russie, le 2 mars 1917, et avant le retour de l'empereur déchu à Tsarskoïe Selo le 22 mars 1917, Evgueni Sergueïevitch Botkine fut d'une aide précieuse pour l'impératrice. Le médecin de la famille impériale demeura en résidence surveillée au Palais Ekaterinsky jusqu'au 31 juillet 1917, date à laquelle, avec les membres de la famille impériale il fut exilé à Tobolsk.

### Exil à Tobolsk

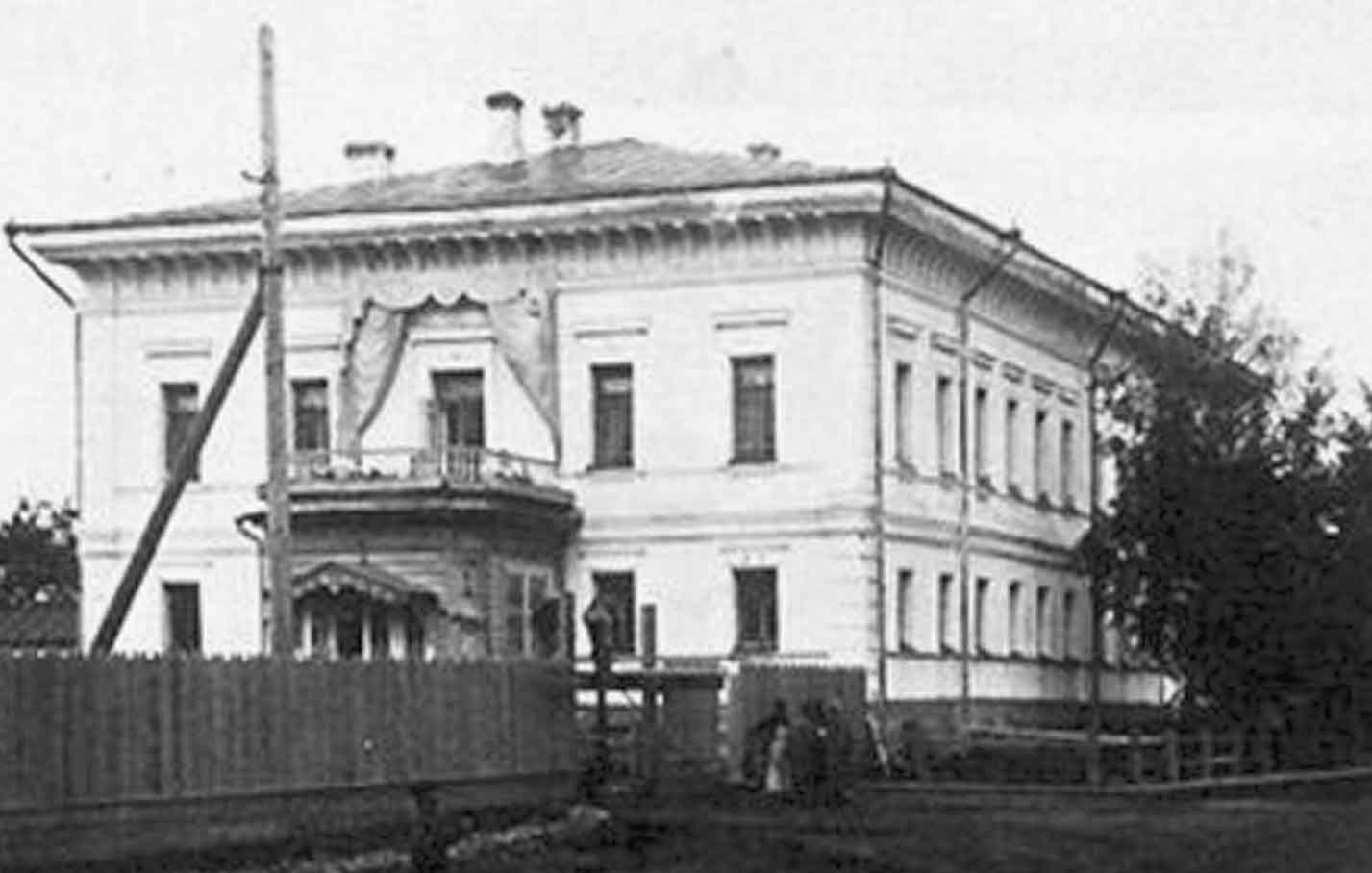
La maison du gouverneur à Tobolsk, où le docteur Evgueni Sergueïevitch Botkine et la famille impériale de Russie furent retenus prisonniers entre août 1917 et avril 1918.

Les membres du gouvernement provisoire de Kerenski donnèrent à choisir aux membres de la suite impériale, soit de partir, soit d'accompagner la famille impériale dans son exil. Le docteur Botkine tenta de faire revenir sur sa décision le chef du gouvernement provisoire. Il préconisa l'exil en Crimée à cause du mauvais état de santé de l'impératrice et du tsarévitch. Dans la nuit du 31 juillet au 1er août 1917, les prisonniers et leurs compagnons d'exil voyagèrent à bord d'un train qui les amena à Tioumen. Arrivés en gare, une nouvelle fois, les Bolcheviks proposèrent aux différents membres accompagnant la famille impériale de les quitter, le docteur Evgueni Sergueïevitch Botkine refusa.
Le docteur Evgueni Botkine ouvrit un cabinet médical à Tobolsk pour les habitants de cette petite ville de l'Oural. Pendant son exil dans cette petite bourgade de Sibérie, le docteur tempêta pour obtenir une meilleure hygiène de vie pour les prisonniers, une nourriture plus riche, le droit pour les prisonniers à une promenade quotidienne dans le jardin de la maison du gouverneur, un traitement plus humain de la part des gardes. Ayant ses enfants auprès de lui, l'exil à Tobolsk fut relativement supportable pour le docteur.
À Tobolsk, la vie s'organisa, Nicolas II de Russie et son épouse, leurs compagnons d'exil se partagèrent l'éducation des enfants impériaux. Le docteur Evgueni Sergueïevitch Botkine fut chargé de l'enseignement de la langue russe. Quant à son fils, Gleb Evguenievitch Botkine, il dessina et écrivit des histoires pour les enfants du couple impérial. Le fils du docteur situa l'un de ses récits pendant une révolution et conta l'histoire d'un souverain déchu luttant pour reconquérir son trône.
En 1917, les Bolcheviks interdirent au docteur Evgueni Sergueïevitch Botkine de prendre part à la réunion annuelle des anciens étudiants de l'Académie militaire de médecine de Saint-Pétersbourg. En examinant la photographie prise pour cette occasion, le docteur constata l'absence de trois personnes, deux d'entre elles étaient décédées, la troisième concernée étant le médecin exilé à Tobolsk. S'adressant à son fils, il lui déclara : « Comme c'est étrange, suis-je déjà mort ? ». En avril 1918, les Bolcheviks annoncèrent aux prisonniers leur départ pour une destination inconnue. Quelques jours auparavant, Alexeï Nikolaïevitch de Russie s'était blessé à la jambe au cours d'une partie de luge dans l'escalier de la maison du gouverneur. Alité, il resta sous la surveillance de ses trois sœurs Olga, Tatiana et Anastasia.

### Exil à Ekaterinbourg

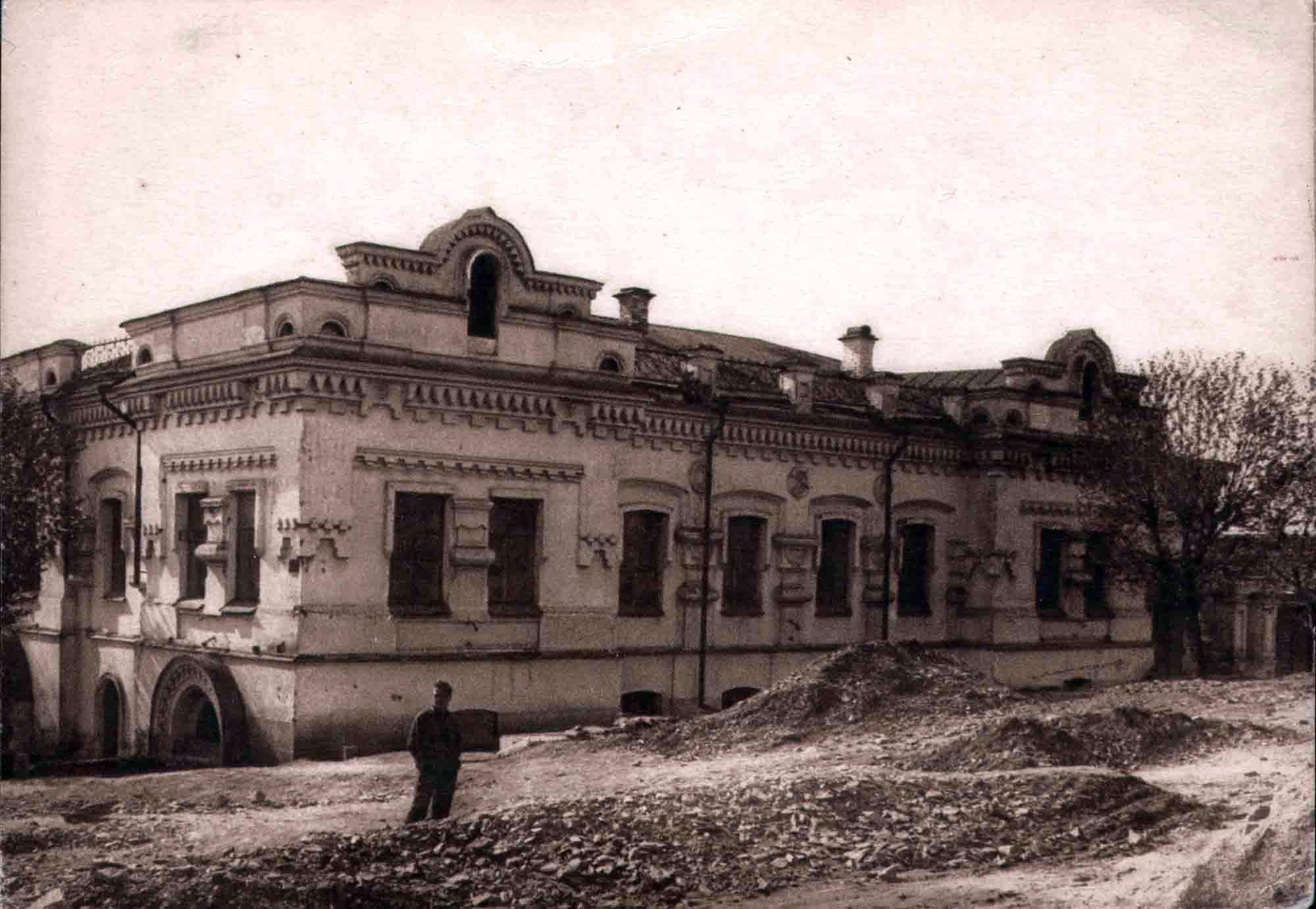
La maison Ipatiev à Ekaterinbourg en 1928.

Le 26 avril 1918, sous la surveillance de Constantin Iakovlev (Konstantin Stoïanovitch Miatchine) Nicolas II de Russie, son épouse Aleksandra Fiodorovna, leur fille Maria Nikolaïevna de Russie, le valet de chambre du tsar Tchemodourov, la camériste Anna Stepanovna Demidova, le laquais Alekseï Sednev dit Liochka, le prince Vasili Dolgorukov dit Valia et le docteur Evgueni Sergueïevitch prirent place sur des télègues (en langue russe : телеге - telege (voiture hippomobile russe). Après un éprouvant voyage de 300 kilomètres dans la boue et la neige fondue, les prisonniers arrivèrent en gare de Tioumen, ils montèrent dans la train en partance pour Ekaterinbourg. Le matin du départ de son père pour la maison Ipatiev, dans une habitation située près de la celle du gouverneur de Tobolsk, une jeune fille assistait au départ de son père, Tatiana Evguenieva Botkina ne reverra plus jamais son père. Remarquant la présence de sa fille, le docteur lui accordera sa bénédiction et l'embrassera. Au cours de son voyage de Tobolsk à Ekaterinbourg, le docteur Evgueni Sergueïevitch Botkine souffrit de colique hépatique due aux chocs sur la route qui déclencha le déplacement d'une lithiase vers le canal cholédoque. Au cours de ce voyage, Evgueni Sergueïevitch Botkine comme les autres prisonniers fut persuadé de leur départ pour Moscou pour enfin gagner l'Angleterre. Confiant, le médecin de famille adressa une lettre à ses enfants en les assurant que bientôt ils seraient tous réunis en Grande-Bretagne. Cette confiance fut encouragée par Constantin Iakovlev, il leur déclara que le tsar serait traduit devant un tribunal à Moscou et expulsé hors de Russie. Le 29 avril 1918, le train s'arrêta en gare de Tioumen.
Dans une lettre datée du 3 mai 1918, Evgueni Sergueïevitch Botkine informait son fils Gleb, de son arrivée dans la maison Ipatiev à Ekaterinbourg.

#### La maison Ipatiev
Dès leur arrivée en gare d'Ekaterinbourg, certains prisonniers ne purent accompagner la famille impériale dans la Maison à destination finale, il s'agit du suisse Pierre Gilliard dit Gilick, précepteur du tsarévitch, de la comtesse Sophie Buxhoeveden et de Charles Sidney Gibbes (1876-1963), ils remontèrent dans le train pour Tioumen. Quant au prince Vassili Dolgoroukov, il fut arrêté à la gare d'Ekaterinbourg et transféré à Moscou. Selon le récit de M. Mikhaïl Medvedev, fils du tchékiste Mikhaïl Medvedev (de son vrai nom Koudrine) : « Dolgoroukov fut exécuté par un jeune tchékiste répondant du nom de Grigori Nikouline. C'est Nikouline lui-même qui me l'a dit. Je ne me rappelle plus les détails, je sais seulement qu'il a embarqué Dolgoroukov et ses valises quelque part dans un coin tranquille... Même qu'il a maudit le Dolgoroukov, quand il a dû, au retour se trimballer ses valises !.. ». Gleb Evguenievitch Botkine et sa sœur trouvèrent à se loger à Tobolsk, leur père leur adressa deux lettres dans lesquelles le docteur décrivait la vie des prisonniers de la maison Ipatiev. Selon Gleb Evguenievitch Botkine, son père décrivit des conditions de détention difficile pour les prisonniers, tout particulièrement pour la famille impériale soumise en permanence à des humiliations.
Au cours de sa détention forcée, le docteur Evgueni Sergueïevitch Botkine passa ses soirées à converser avec le couple impérial. Le matelot Klementi Nagorny renvoyé par les Bolcheviks, le docteur remplaça le matelot auprès du tsarévitch, quand le besoin se faisait sentir, il dormait dans la chambre du jeune malade. Le 23 juin 1918, de nouveau, le médecin de la famille impériale fut pris de violentes et douloureuses coliques hépatiques, son état de santé s'avéra si grave qu'il fallut avoir recours à la morphine, pendant cinq jours, Aleksandra Fiodorovna resta au chevet du malade.

#### Lettre
Le 3 juillet 1918, quelques jours avant l'horrible tragédie de la maison Ipatiev, le docteur Evgueni Sergueïevitch Botkine écrivit cette lettre adressée à l'un de ses camarades de promotion de l'année 1889, quotidiennement il rédigera cette lettre jusqu'au jour fatidique où l'écriture s'arrêtera. Cette lettre explique les motivations du médecin à accompagner la famille impériale vers son tragique destin, mais elle nous indique également la conviction du docteur  de sa mort prochaine.
« Mon cher, mon ami Sasha, je fais une ultime tentative pour écrire une vraie lettre. Ultime tentative d'ici, du moins, bien que cette restriction me semble superflue : je ne crois pas qu'il me soit donné d'écrire encore quoi que ce se soit ni d'où que ce soit. Ma réclusion volontaire est aussi illimitée dans le temps que mon existence terrestre est limitée. De fait, je suis déjà mort, mais pas encore enterré ou enterré vivant, comme tu voudras : cela revient à peu près au même... Mes enfants gardent peut-être l'espoir que nous nous reverrons un jour dans cette vie; pour ma part, je ne me berce pas d'illusions et regarde droit dans les yeux la réalité sans fard... Je te rapporterai de menus épisodes illustrant mon état. Avant-hier, tandis que je lisais tranquillement Saltykov-Chtchedrine, dont je me délecte, j'eus soudain la vision d'un visage, comme en réduction, de mon fils Iouri, mais mort, étendu, les yeux fermés. Hier encore, occupé à la même lecture, j'entendis soudain un mot qui résonna pour moi comme « Papinou ! » Et je sanglotai presque. Encore une fois cela n'a rien d'une hallucination, car le mot fut prononcé, la voix était très semblable et je ne doutai pas un seul instant qu'il s'agit de ma fille, laquelle doit se trouver à Tobolsk... Je n'entendrai sans doute plus jamais cette voix qui m'est chère, ni ces mots tendres dont les petits m'ont abreuvé.
Si "la foi sans les actes est morte", les actes sans la foi, eux peuvent exister. Et si pour l'un de nous la foi est venue rejoindre les actes, c'est par faveur spéciale du Très-Haut. J'eus cette chance, au travers d'une rude épreuve, la perte de mon premier-né, Serioja, à l'âge de six mois. Depuis, mon code de vie s'est considérablement élargi et redéfini, et dans chacun de mes actes je me suis également soucié des "affaires du Seigneur". Cela justifie notamment ma dernière décision qui me poussa à laisser mes enfants complètement orphelins, pour accomplir jusqu'au bout mon devoir de médecin, comme Abrahama n'hésita pas, à la demande de Dieu, à offrir en sacrifice son fils unique...
Cette lettre fut retrouvée par Iakov Mikhaïlovitch Iourovski dans les effets personnels du docteur après le terrible massacre dans le sous-sol de la maison Ipatiev.

### Assassinat

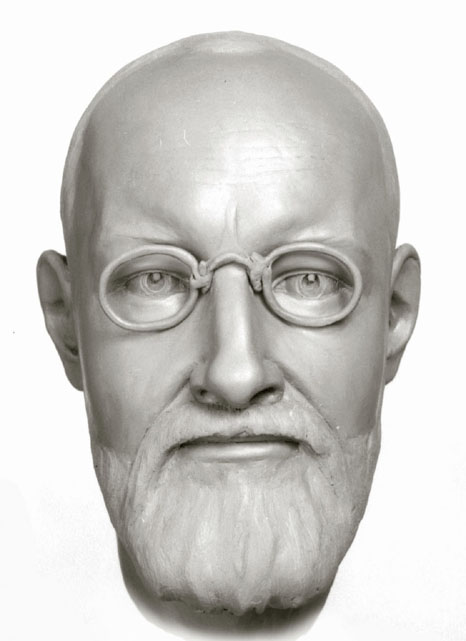
La reconstitution du visage sur le crâne du docteur Evgueni Sergueïevitch Botkine par le criminologue Sergueï Sergueïevitch Nikitin.

La veille du tragique assassinat de la famille impériale, le marmiton Alekseï Sednev dit Lioscha, compagnon de jeux du tsarévitch Alekseï Nikolaïevitch de Russie est prié de quitter la maison Ipatiev.
Dans la nuit du 16 juillet au 17 juillet 1918, vers minuit, Iakov Mikhaïlovitch Iourovski réveille Evgueni Sergueïevitch Botkine. Puis les membres de la famille impériale sont à leur tour sortis de leur sommeil par le docteur. Le commandant en chef de la maison à destination spéciale Iakov Mikhaïlovitch Iourovski, afin de ne pas éveiller les soupçons des prisonniers, leur indique que l'Armée blanche approchant d'Ekaterinbourg, pour leur sécurité il est préférable pour eux de descendre dans le sous-sol de la maison Ipatiev. Les détenus descendent les escaliers, en tête, Nicolas II de Russie portant le tsarévitch dans ses bras, ensuite viennent la tsarine Aleksandra Fiodorovna, ses filles, le docteur Evgueni Sergueïevitch Botkine, la femme de chambre Anna Demidova, le valet de pied Alekseï Egorovitch Trupp et le cuisinier Ivan Kharitonov. Arrivés dans la pièce du sous-sol, l'impératrice demande à s'asseoir, les gardes rouges apportent deux chaises, sur l'une, le tsar assoit son fils, sur l'autre, la tsarine prend place. Iakov Mikhaïlovtch Iourovski commanda aux autres malheureuses victimes de se placer debout derrière le couple impérial. Le commandant en chef dira quelques années plus tard, « Aleksei et trois de ses sœurs, la demoiselle de compagnie et Botkine respirent encore. On est obligé de les achever ». Vingt minutes plus tard, après un horrible carnage, les prisonniers avaient cessé de vivre. Evgueni Sergueïevitch Botkine fut blessé de deux balles de revolver dans l'abdomen, l'une se logera dans les vertèbres lombaires, la seconde dans l'os du bassin. Une troisième balle tirée par les gardes rouges atteindra ses jambes et brisera les rotules et les os des jambes. Une quatrième balle (certainement le coup de grâce) fut tirée en plein front.

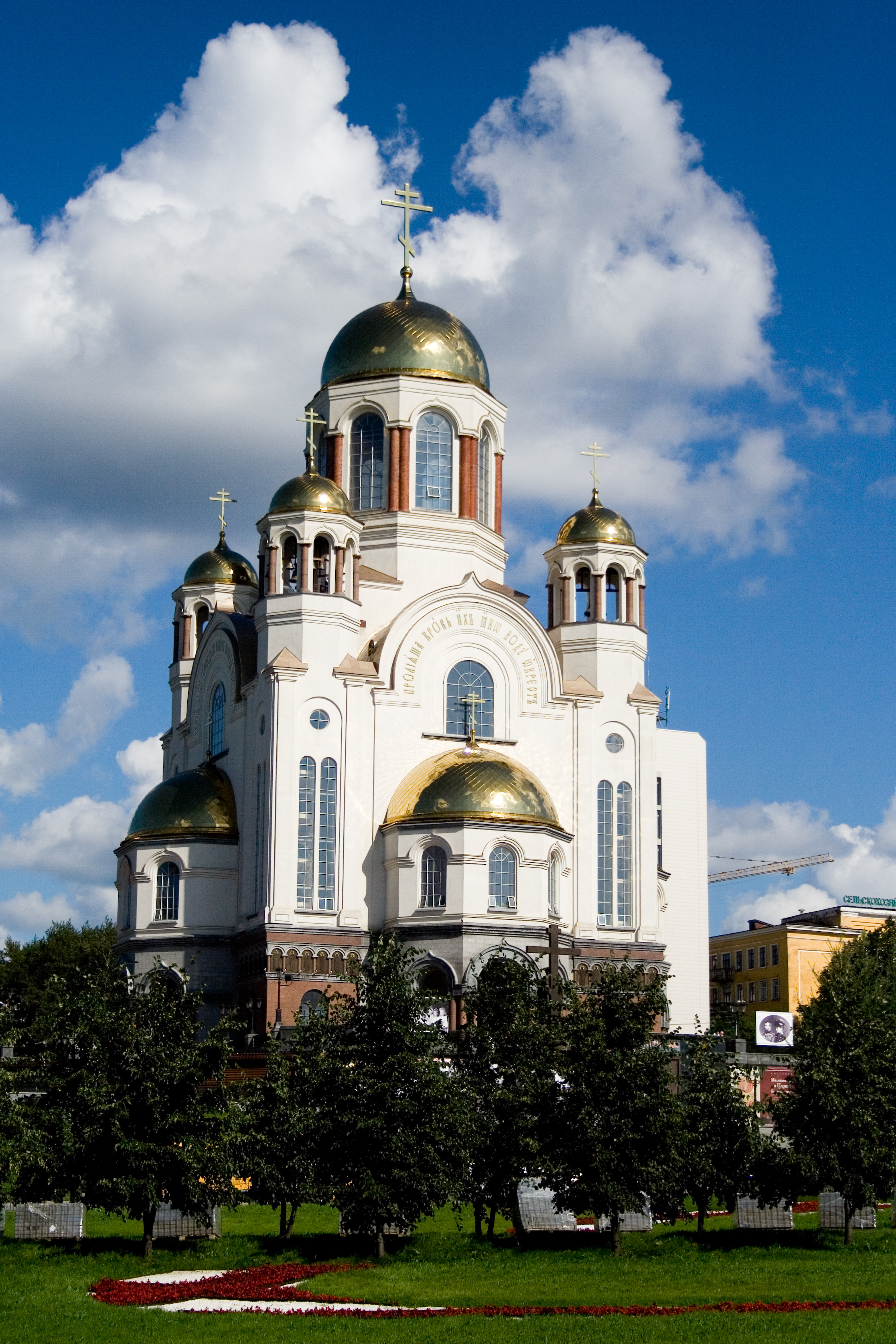
Église construite à l'emplacement de la maison Ipatiev.

Vers trois heures du matin, le camion chargé des cadavres des victimes prit la route conduisant à la forêt Koptiaki. Après avoir été déshabillés, ils sont jetés dans les profondeurs d'un puits de mine.

## Canonisation
En 1981, Evgueni Sergueïevitch Botkine fut canonisé comme nouveau martyr par l'Église orthodoxe à l'étranger. En 2000, après bien des débats, l'Église orthodoxe de Russie le déclara martyr de l'oppression de l'Union soviétique. 

## Inhumation en la cathédrale Saint-Pierre et Paul à Saint-Pétersbourg
Le 17 juillet 1998, il est inhumé avec les membres de la famille impériale à la basilique de la forteresse Pierre-et-Paul à Saint-Pétersbourg
.

## Réhabilitation
Le 8 juin 2009, le procureur général de Russie réhabilita Evgueni Sergueïvitch Botkine à titre posthume. « Toutes ces personnes ont été victimes de la répression sous la forme d'arrestation, de déportation et furent soumis à une surveillance des organes du KGB sans raisons », - a dit le représentant de la Justice de la fédération de Russie.

## Famille
Tatiana Botkina, sa fille, née en 1898, avait accompagné son père jusqu'à Tobolsk mais ne put aller jusqu'à Iekaterinbourg, ce qui lui sauva la vie. Ayant dû fuir la Russie, elle crut reconnaître en Anna Anderson la grande-duchesse Anastasia, la benjamine des enfants impériaux. Elle écrivit ses mémoires à la fin des années soixante-dix. Elle épousa Constantin Semionovitch Melnik, jeune officier de l'armée impériale qui avait été soigné par son père. De cette union naquit Constantin Melnik. Celui-ci est apparu dans l'émission de Frédéric Mitterrand Mémoires d'exil.

## Distinctions
- Ordre de Saint-Vladimir (3e classe - avec glaives)
- Ordre de Sainte-Anne (2e classe)
- Ordre de Saint-Stanislas (3e classe)
- Ordre royal de Saint-Sava (Ordre de Serbie).

## Sources
- Nicolas II de Russie de Henri Troyat Flammarion 2008.  (ISBN 978-2-08-121187-2)
- Edvard Radzinsky : Nicolas II le dernier des tsars. Le Cherche-midi. 2002  (ISBN 2-7491-0042-9)
- Greg King et Penny Wilson. Le Destin des Romanov (The Fate of the Romanovs). John Wiley and sons.

- (ru) Cet article est partiellement ou en totalité issu de l’article de Wikipédia en russe intitulé « Боткин, Евгений Сергеевич » (voir la liste des auteurs).

- (en) Cet article est partiellement ou en totalité issu de l’article de Wikipédia en anglais intitulé « Eugene Botkin » (voir la liste des auteurs).